# Верхний Шайтан
Верхний Шайтан  — упразднённый посёлок для спецпереселенцев на территории современного Чусовского района Пермского края России. 

## Географическое положение
Бывший посёлок Верхний Шайтан для спецпереселенцев расположен в верховьях реки Шайтанка(правого притока реки Чусовая). 
В нижнем течении реки Шайтанка расположен ландшафтный памятник природы — камень Шайтан. В одной из пещер найдены кости животных и фрагменты керамики датированные VI—XIV веками.
В настоящий момент на месте посёлка находится поляна.

## История
Посёлок был организован в начале 1930-х годах, когда сюда пригнали первых спецпереселенцев кулаков из южной части России, Украины и Белоруссии. 
Спецкомендатура располагалась в посёлке Кусье-Александровский.
В начале 1960-х годов посёлок был ликвидирован.

## Инфраструктура
Лесное хозяйство/

## Транспорт
Водный транспорт (сплав леса), лесные дороги. Действовала узкоколейная дорога. 